# گور دختر
گور دختر آرامگاهی سنگی از دورهٔ هخامنشیان است که در دشت «میانکوهی پشت پَر» شهرستان دشتستان قرار دارد و از نقاط دیدنی استان بوشهر در جنوب ایران است. مشخص نیست که این بنا آرامگاه یا یادبود چه شخصیتی است، فرضیه‌های مختلفی از آرامگاه کوروش کوچک، تا چیش‌پیش، کوروش یکم، آتوسا، ماندانا، یا خواهر کوروش بزرگ به عنوان احتمال مطرح شده است که هیج‌یک قطعی نیست.
شاپور شهبازی معتقد بود که این بنا آرامگاه کوروش کوچک است. گور دختر در میانهٔ دههٔ ۱۳۸۰ بازسازی شد ولی اکنون در وضعیت بسیار بدی رها شده است. این اثر در تاریخ ۱۱ مرداد ۱۳۷۶ با شمارهٔ ثبت ۱۸۹۷ به‌عنوان یکی از آثار ملی ایران به ثبت رسیده است.

## جایگاه
گور دختر در دشت «میانکوهی پشت پَر» (که در گویش مردم منطقه بزپر نامیده می‌شود) در بخش ارم شهرستان دشتستان در استان بوشهر قرار دارد.
در خاور گور دختر نیز بقایای کوشک اردشیر ساسانی دیده می‌شود. از دیگر آثار دوره هخامنشیان در دشتستان می‌توان به کاخ چرخاب کوروش در یک کیلومتری جنوب غرب برازجان، کاخ سنگ سیاه و کاخ بردک سیاه در دشتستان اشاره کرد.

## معماری و مشخصات

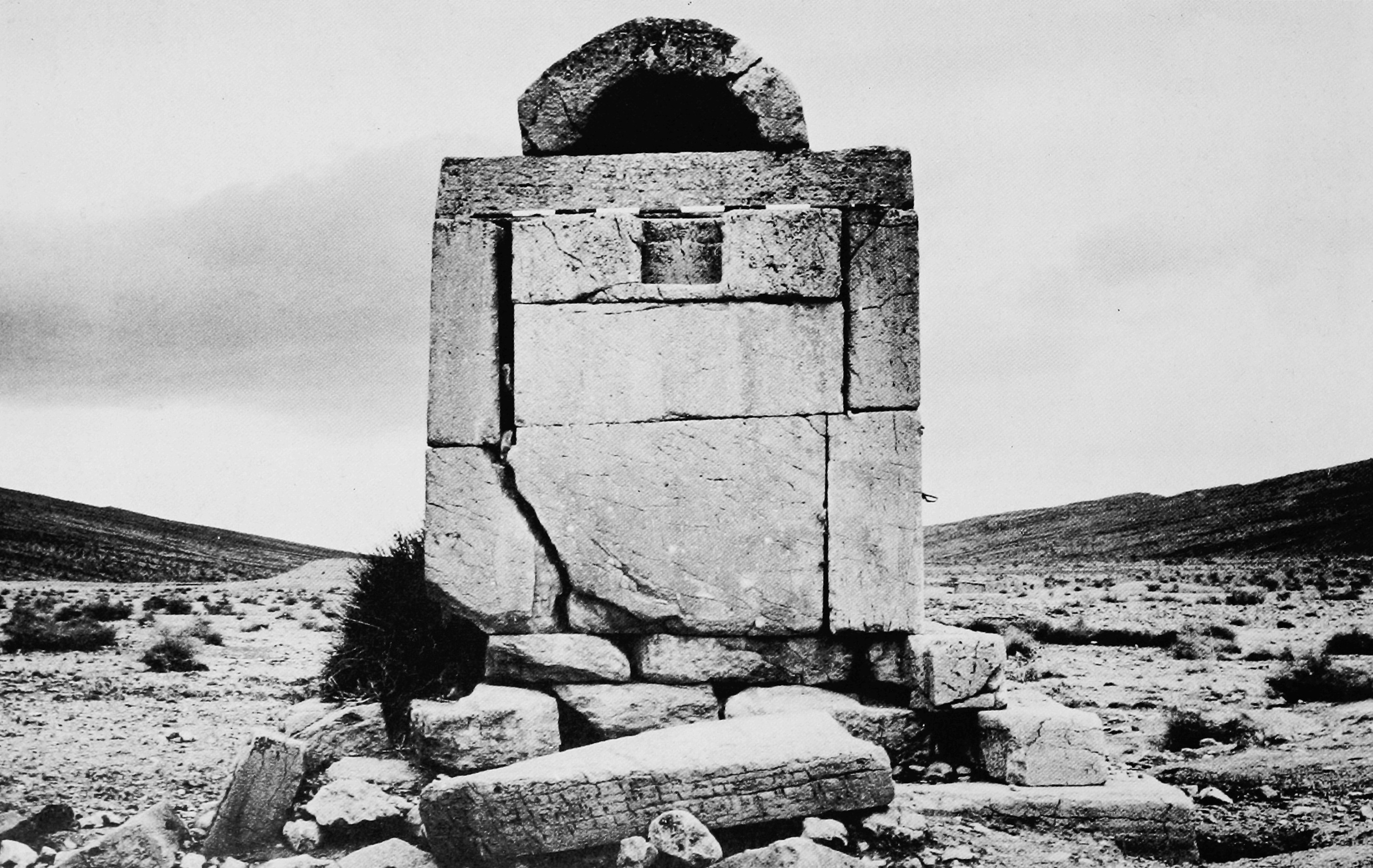
عکسی قدیمی از گور دختر.

این آرامگاه به سبک آرامگاه کوروش بزرگ اما در اندازه کوچکتر ساخته شده است و دارای سقفی شبیه آرامگاه کوروش بزرگ است. باستان شناسان تأیید کرده‌اند که این اثر متعلق به سال ۶۰۰ پیش از میلاد، دوره هخامنشیان است.
کل بنا از ۲۴ قطعه سنگ در ابعاد مختلف ساخته و به وسیلهٔ بست‌های دم چلچله‌ای به یکدیگر متصل شده‌اند. در ساخت این بنا مانند دیگر سازه‌های ساخته شده توسط معماران هخامنشی هیچ‌گونه ملاتی به کار نرفته است. بر بالای این آرامگاه قسمتی فرو رفتگی شبیه به یک قاب وجود دارد که احتمالاً جایگاه قرار گرفتن کتیبه‌ای مربوط به آن بوده است. ارتفاع واقعی بنا چهار و نیم متر است و در درون اتاقک بنا حوضچهٔ کوچکی وجود دارد.

## تاریخچهٔ کشف و هویت‌یابی
گور دختر را ابتدا باستان‌شناس بلژیکی لویی واندنبرگ (به فرانسوی: Louis Vanden Berghe) در سال ۱۳۳۹ خورشیدی کشف کرد. واندنبرگ خود معتقد بود گور دختر قبر چیش پیش یا کوروش یکم (جد کوروش کبیر) است اما سپس علیرضا شاپور شهبازی، از باستان‌شناسان بزرگ ایران، آن را آرامگاه کوروش کوچک دانست. گمانه‌ها در مورد این بنا فراوان است. آرامگاه ماندانا مادر کوروش یا آتوسا دختر کوروش و شهبانوی هخامنشی برخی دیگر از گمانه‌ها دربارهٔ این بنا هستند. گور دختر در سال ۱۳۷۶ با شماره ۱۸۹۷ در فهرست آثار ملی ایران به ثبت رسید.

## تناسب معماری گوردختر با مقبره مادر سلیمان در پاسارگاد
تناسب معماری مقبره گوردختر با مقبره موجود در پاسارگاد (سابقا معروف به مقبره مادر سلیمان و اخیرا منتسب به مقبره کوروش هخامنشی) قابل توجه است. نظر به انتساب هر دو مقبره در گزارش قدیمی به یک زن (با الفاظ دختر و مادر)، و نظر به احتمال برخی پژوهشگران معاصر به اینکه مقبره پاسارگاد در اصل مقبره کاساندان همسر کوروش است، می توان گفت که از این طریق و بر پایه این مشاهدات، احتمالِ انتسابِ گوردختر به دختر کاساندان (یعنی آتوسا دختر کوروش هخامنشی) قوّت می گیرد.

## مرمت و نگهداری
آرامگاه کوروش جوان دراوایل دهه ۸۰ به دست تیم بهسازی (مرمت) به سرپرستی حسن راهساز به صورتی ویژه بهسازی و احیا شد که به گفته کارشناسان، پروژه گور دختر از جمله کارهای موفق این گروه مرمت‌گر بوده است. مرمت‌گران برای بهسازی و احیای آرامگاه ۲۴ قطعه سنگ بنا را پیاده کرده و برخی قطعات آن را که دچار رانش و جابه‌جایی شده بود اصلاح کرده یا با قطعات جدید سنگ جایگزین کردند.
یادگاری‌نویسی روی بنا و ساخت و ساز خانه‌های روستایی در حریم درجه یک وضعیت و شکل اسفباری به این محوطه تاریخی داده است. نخستین دست‌اندازی توسط اداره برق منطقه‌ای استان با نصب تیرک چراغ برق در فاصلهٔ چهار متری آن صورت گرفت. در سال ۱۳۹۱ گزارش شد در داخل این بنا مرغ و خروس و گوسفند نگهداری می‌شود.

## نگارخانه

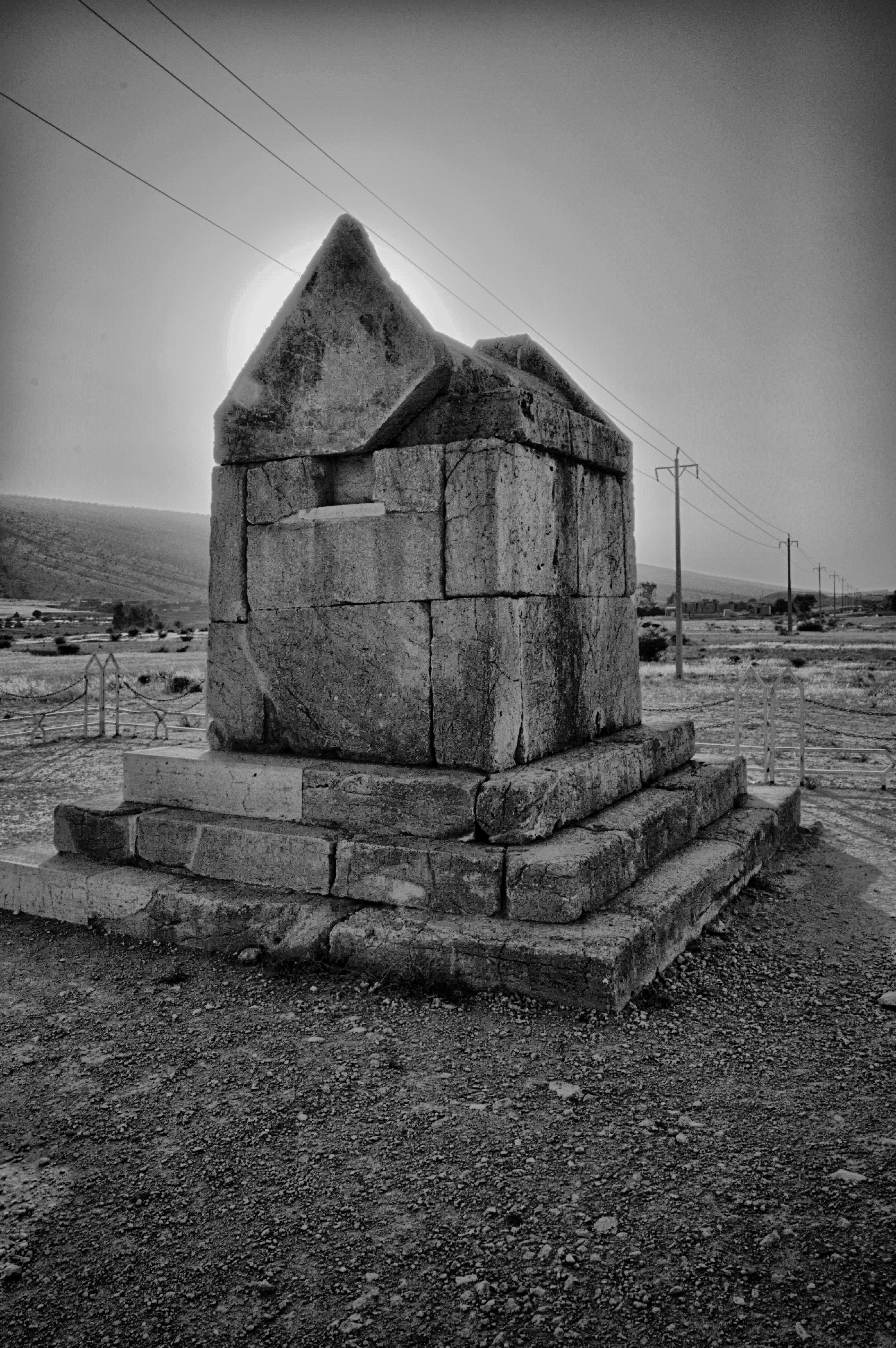
نمای پشت گور دختر
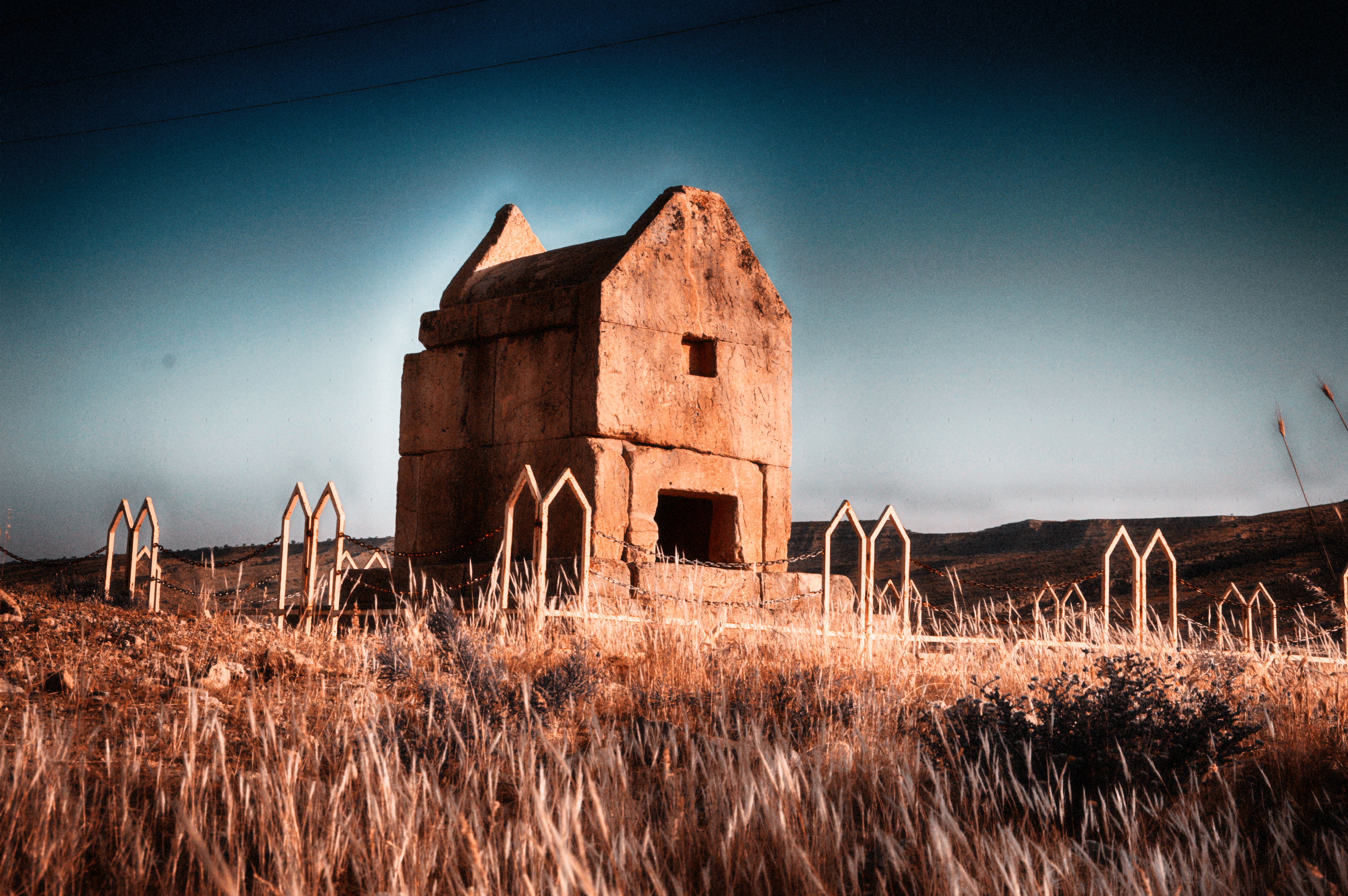
عکاس: علی غریبی در تاریخ ۱۲/۳/۱۳۹۶
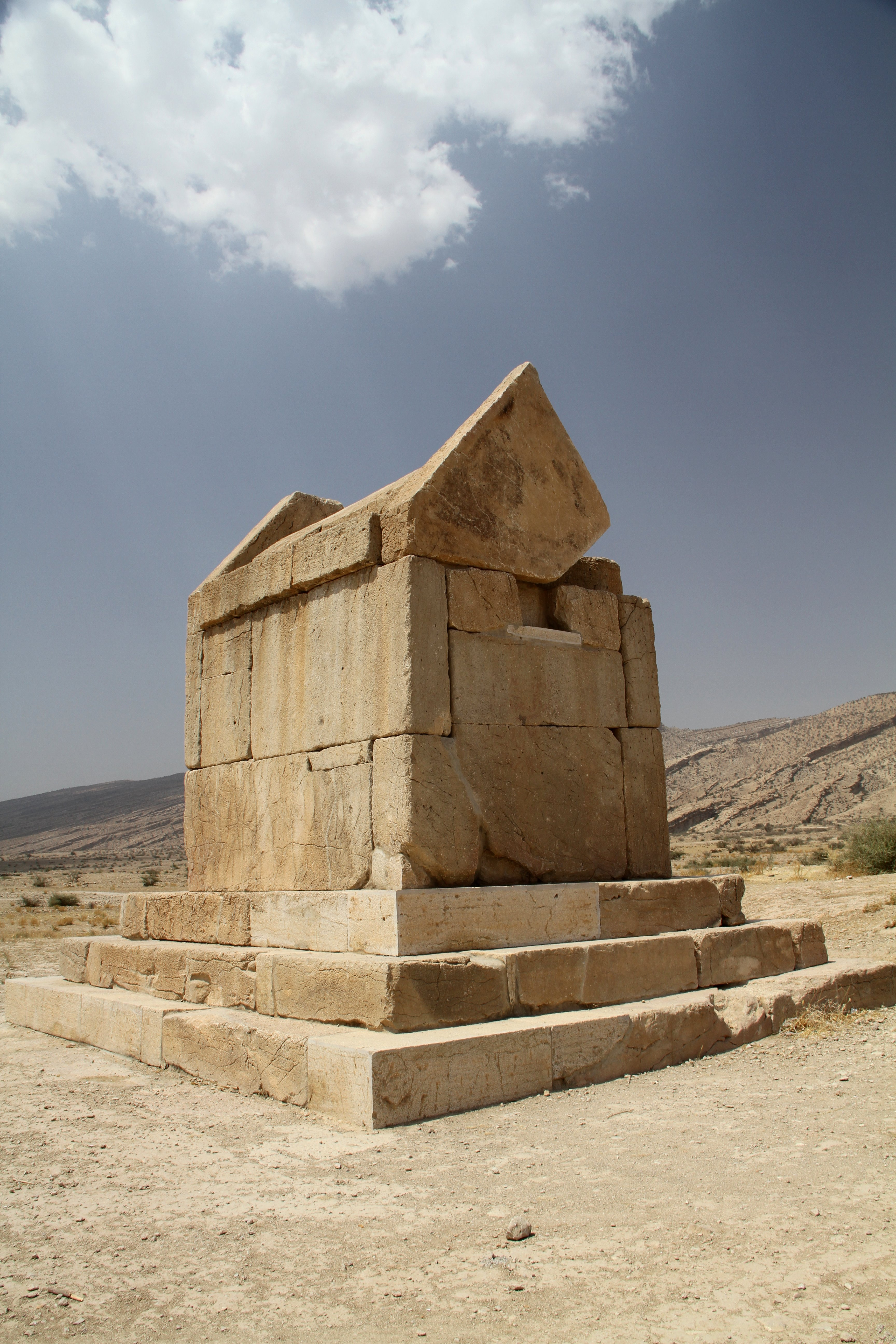
نمایی از گور دختر